# Henri Senée
Henri Victor Albert Senée (23 december 1853 - maart 1910) was een Frans componist, dirigent en kornettist.

## Levensloop
Senée ging na zijn muziekstudie naar het militair en werd dirigent van de militaire kapel van het 98e Infanterie Regiment, het 99e Infanterie Regiment en het 157e Infanterie Regiment. Zijn orkesten maakten hem vooral bekend tijdens de Eerste Wereldoorlog bekend. Naast militaire kapellen dirigeerde hij ook een aantal civiele harmonieorkesten, zoals het Orchestre d'harmonie à Trévoux.
Als componist schreef hij voor militaire kapellen en harmonieorkest, maar ook een aantal pareltjes voor cornet à piston en trompet.
In 1902 werd hij getroffen door verlamming en in maart 1910 overleed Senée.

### Werken voor harmonieorkest
- Concertino voor kornet of trompet en harmonieorkest
  1. Introduction
  2. Romance
  3. Ballet
- Impressions du Verona, voor harmonieorkest
- Tircis ouverture, voor harmonieorkest

### Kamermuziek
- 1840 Les Loisirs du Chasseur, 12 Pieces pour 3 Trompes de Chasse, 
  1. Fanfare
  2. Valse
  3. Polka
  4. Fanfare
  5. Canon
  6. Pas redouble
  7. Hymne a la Foret
  8. Fanfare
  9. Mazurka
  10. Rondo
  11. Romanze
  12. Retraite
- 1887 Garde-à-vous, fanfare voor twee trompetten
- 1887 Marche des Canonniers de Lille, fanfare voor 4 trompetten
- Le Fils de Porthos, voor 3 trompetten en trombone (pauken ad lib.)

## Publicaties
Henri Senée: Coeur de Brune,
- Bibliothèque nationale de France: cb16425680f (data)
- International Standard Name Identifier: 0000 0000 4679 1224
- Library of Congress Control Number: no2007114945
- MusicBrainz: d68a6925-7add-4425-92ec-316711828c6e
- Virtual International Authority File: 51477344
- WorldCat: E39PBJhhmJk9XYqW8B8fWvjjYP